# Park Książąt Pomorskich w Koszalinie
Park Książąt Pomorskich w Koszalinie – założenie parkowe w Koszalinie w dolinie rzeki Dzierżęcinki, pokrywające się z osią hydrologiczną miasta. 
Park dzieli się na dwie części:
- Park Książąt Pomorskich 'A' (dawniej Park im. Przyjaźni Polsko-Radzieckiej) - posiadający powierzchnię 6,70 ha (z deniweletą do 12 metrów), w tym tzw. Staw Zamkowy o powierzchni 1,50 ha z przepływającą rzeką Dzierżęcinką, o pow. 1,50 ha. Park jest częścią zwartego ciągu zieleni, przebiegającego przez miasto od ulicy Rzecznej i Targowej do ulicy Kutrzeby. Powstawał etapami w latach 1816-1817, jako pierwszą zagospodarowano tzw. Starą Promenadę położoną wzdłuż murów miejskich. Pomiędzy 1837 a 1838 wytyczono nowe alejki parkowe, założono staw i urządzono fontannę, inicjatorem był prezydent Rejencji Koszalińskiej August Ludwig Leopold Fritsche (1780–1855). Ostateczny kształt otrzymał w latach 1933–1934, kiedy to dokonano rekonstrukcji dawnego stawu zamkowego i urządzono wysepkę dla łabędzi. W tej części parku znajdują się najpiękniejsze i najstarsze drzewa Koszalina, szesnaście z nich to pomniki przyrody[1]. Duże zainteresowanie wzbudzał klon jawor zwany "Drzewem Czarownic" o silnie rozwiniętej, tarasowatej nasadzie pnia, był najstarszym drzewem Koszalina i pozostałością ogrodu zamkowego sprzed 300 lat, w lutym 2011 został powalony przez wichurę[2]. W parku występują liczne gatunki obcego pochodzenia m.in. korkowiec amurski, tuż przy nim rośnie jedyny w Koszalinie egzemplarz magnolii drzewiastej. Unikatem na skalę całego miasta jest cypryśnik błotny oraz miłorząb dwuklapowy, który jest jednym z dwóch okazów na terenie miasta. Wśród nasadzeń wyróżnia się również aleja platanów klonolistnych, klon jawor, jesion wyniosły, magnolia drzewiasta i korkowiec amurski. Ogółem wyróżniono 124 gatunki i odmian drzew i krzewów[3].

- Park im. Książąt Pomorskich 'B' (dawniej Park im. Hanki Sawickiej) – posiadający powierzchnię 3,65 ha. Jest najbardziej na południe wysuniętą częścią wspomnianego powyżej zwartego ciągu zieleni. W tej części parku wyróżniono 91 gatunków i odmian drzew oraz krzewów, wśród których występują ciekawe i rzadkie gatunki m.in. dąb szypułkowy odm. stożkowa, korkowiec amurski, wierzba babilońska oraz orzech czarny i wiele innych pomników przyrody[4]. W zachodniej części znajduje się fragment murów miejskich[5] (pomiędzy ul. Juliusza Słowackiego a 1 maja)[6].